# Ludy van Mourik

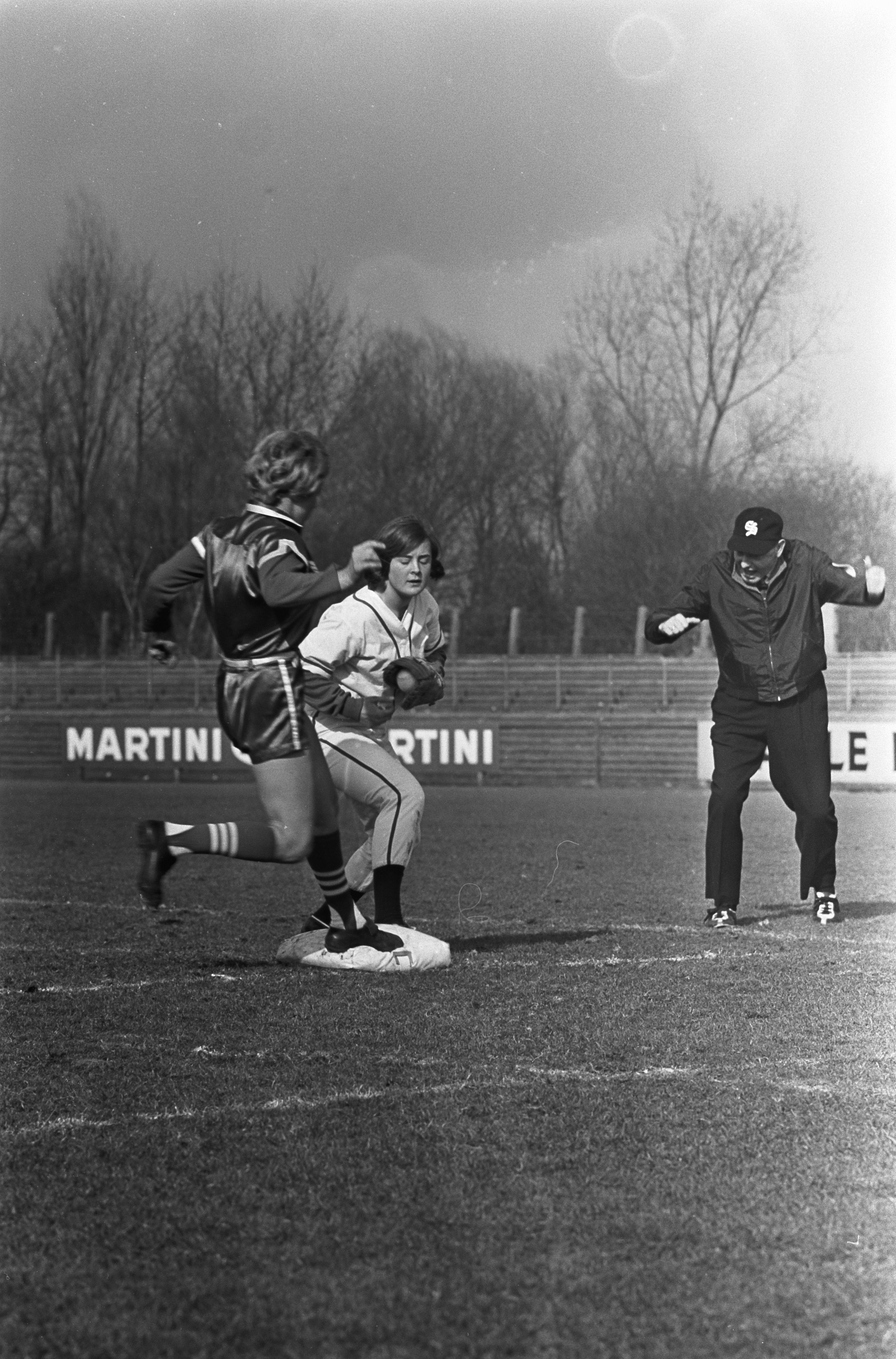
Ludy Handgraaf in 1965

Ludy van Mourik-Handgraaf (Santpoort, 12 juli 1947) is een voormalig Nederlands softballer.

## Clubs
Van Mourik, die rechtshandig sloeg en gooide, speelde van 1962 tot en met 1967 softbal bij Onze Gezellen uit Haarlem als eerste honkvrouw. Daarna speelde ze van 1968 tot en met 1984 voor het eerste damesteam van Terrasvogels uit Santpoort in de Hoofdklasse als tweede honkvrouw. Met het team van Terrasvogels behaalde ze negen maal het Nederlands kampioenschap en won viermaal de Europacup waarbij ze in 1980 meest waardevolle speler was en in 1983 beste slagvrouw en meest waardevolle speler. Tijdens haar carrière won ze persoonlijke jaarprijzen namens de KNBSB in de softbalcompetitie als beste slagvrouw in 1973, 1977 en 1979 en tweede Meest Waardevolle Speler in 1973.

## Nederlands team
Van Mourik kwam tevens uit voor het Nederlands damessoftbalteam van 1964 tot en met 1984. Met dit team nam ze deel aan Europese kampioenschappen waarbij de titel werd behaald. Ook hier werd ze uitgeroepen tot Meest Spectaculaire Speelster 1968, Beste Infielder 1979 en Meest Waardevolle Speelster 1979. Ook kwam ze uit met het team tijdens drie wereldkampioenschappen (Verenigde Staten in 1974, El Salvador in 1978 en Taiwan in 1982). In totaal speelde ze 73 officiële interlandwedstrijden. Met het Nederlands team nam ze in totaal aan 170 wedstrijden deel omdat vooral in de beginjaren er vaak gespeeld werd tegen Amerikaanse legerteams en collegeteams tijdens tournees.

## Onderscheidingen
In 1981 werd Van Mourik onderscheiden namens de KNBSB met het Bondsonderscheidingsteken voor haar langdurige verdiensten voor de softbalsport. In 1989 werd zij opgenomen in de Eregalerij (Hall of Fame) van het Honk- en Softbalmuseum in Haarlem. In 1989 werd ze tevens opgenomen in de Hall of Fame van de ESF, de European Softball Federation.